# بيرت كول
بيرت كول (بالإنجليزية: Bert Cole)‏ هو لاعب كرة قاعدة أمريكي، ولد في 1 يوليو 1896 في سان فرانسيسكو في الولايات المتحدة، وتوفي في 30 مايو 1975 في سان ماتيو في الولايات المتحدة.

## وصلات خارجية
- بيرت كول على موقعبيزبول رفرنس.كوم (الدوري الرئيسي) (الإنجليزية)
- بيرت كول على موقعبيزبول رفرنس.كوم (الدوري الثانوي) (الإنجليزية)